# Neurigona guanacasta
Neurigona guanacasta är en tvåvingeart som beskrevs av Stefan Naglis 2003. Neurigona guanacasta ingår i släktet Neurigona och familjen styltflugor. Inga underarter finns listade i Catalogue of Life.